# Mark Harbers
Markus Gerardus Jozef "Mark" Harbers (sinh ngày 19 tháng 4 năm 1969) là một chính khách người Hà Lan, từng giữ chức Bộ trưởng Bộ Tư pháp và An ninh trong nội các Rutte thứ ba từ ngày 26 tháng 10 năm 2017 đến ngày 21 tháng 5 năm 2019. Ông là thành viên Đảng Nhân dân vì Tự do và Dân chủ (VVD).

## Đầu đời và giáo dục
Harbers sinh ra ở Ede, Gelderland. Ông học kinh tế tại Đại học Erasmus Rotterdam nhưng đã bỏ học trước khi tốt nghiệp.

## Sự nghiệp chính trị

### Sự nghiệp chính trị địa phương
Từng là nhân viên truyền thông, Harbers từng là nghị sĩ hội đồng quận Kralingen-Crooswijk từ năm 1992 đến năm 1998 và ủy viên hội đồng thành phố Rotterdam từ năm 2002 đến năm 2007. Ông là ủy viên từ năm 2007 đến năm 2009, phụ trách Kinh tế, Cảng Rotterdam và Môi trường.

### Sự nghiệp chính trị quốc gia
Trong cuộc tổng tuyển cử năm 2006, Harbers chiếm vị trí thứ 26 trong danh sách các ứng cử viên của VVD;  đảng này thu được 22 ghế. Vào ngày 1 tháng 12 năm 2009, ông vào Hạ viện sau khi Arend Jan Boekestijn từ chức. Ông đã tái đắc cử vào các năm 2010, 2012 và 2017.
Vào ngày 26 tháng 10 năm 2017, Harbers từ chức Hạ viện để trở thành Quốc vụ khanh tại Bộ Tư pháp và An ninh, giải quyết các vấn đề Tị nạn và Di cư dưới sự giám sát của Bộ trưởng Ferdinand Grapperhaus.
Có hiệu lực từ ngày 21 tháng 5 năm 2019, Harbers từ chức sau khi công bố một báo cáo giảm thiểu tội ác của những người xin tị nạn ở Hà Lan. Ông được thay thế bởi Chủ tịch Thượng viện Ankie Broekers-Knol và trở lại Hạ viện ngay sau đó.

### Bộ trưởng Bộ Cơ sở Hạ tầng và Quản lý Nước, 2022–hiện tại
Đầu nhiệm kỳ của mình, Harbers đã đóng cửa không phận của Hà Lan đối với máy bay Nga để đáp trả cuộc tấn công của Nga vào Ukraina 2022 của Nga.